# Pelargonium quinquelobatum
Pelargonium quinquelobatum är en näveväxtart som beskrevs av Ferdinand von Hochstetter och Achille Richard. Pelargonium quinquelobatum ingår i släktet pelargoner, och familjen näveväxter. Inga underarter finns listade i Catalogue of Life.